# Eresia eunice
Eresia eunice är en fjärilsart som beskrevs av Jacob Hübner 1806-1816. Eresia eunice ingår i släktet Eresia och familjen praktfjärilar. Inga underarter finns listade i Catalogue of Life.

## Bildgalleri

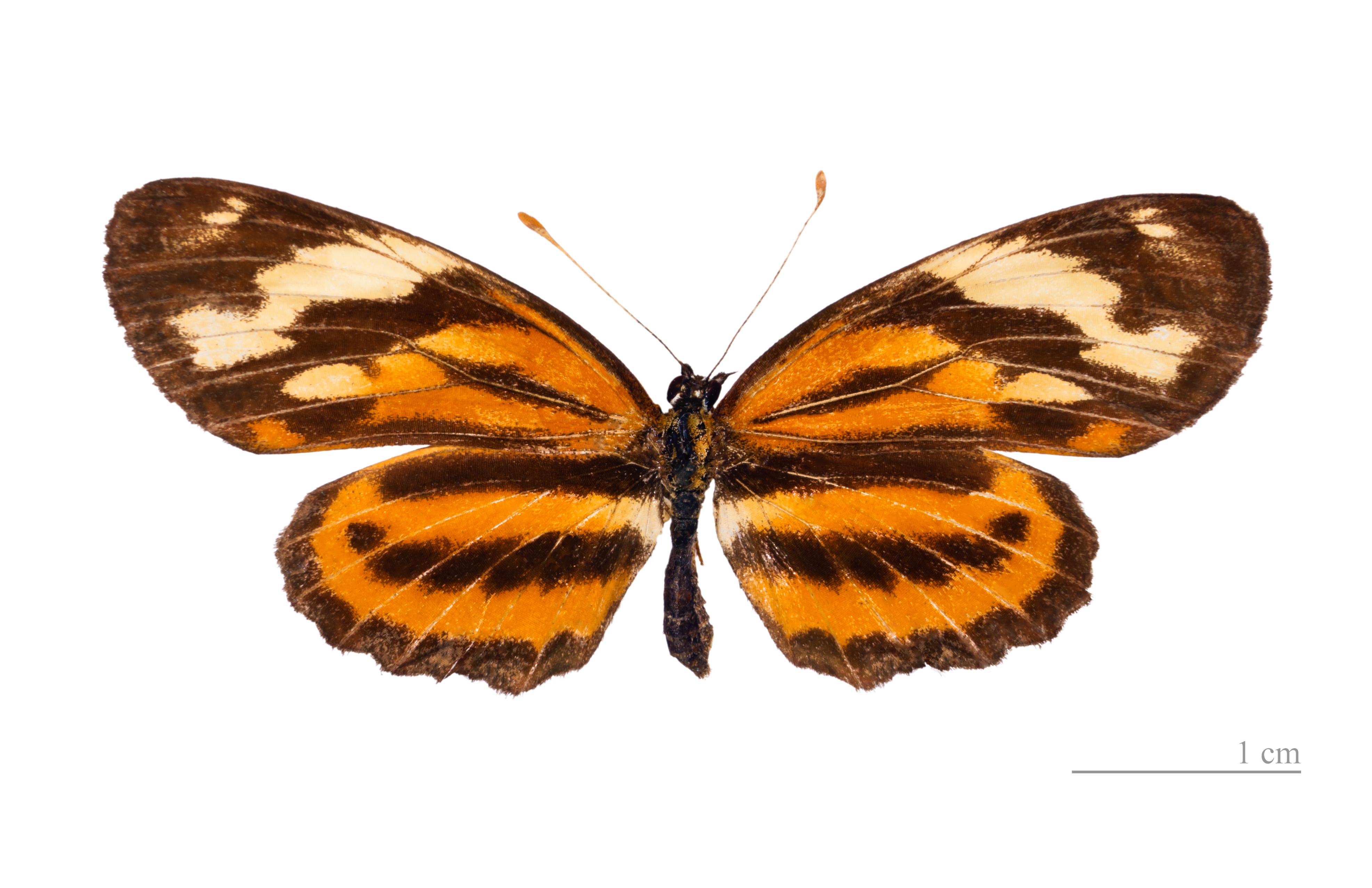
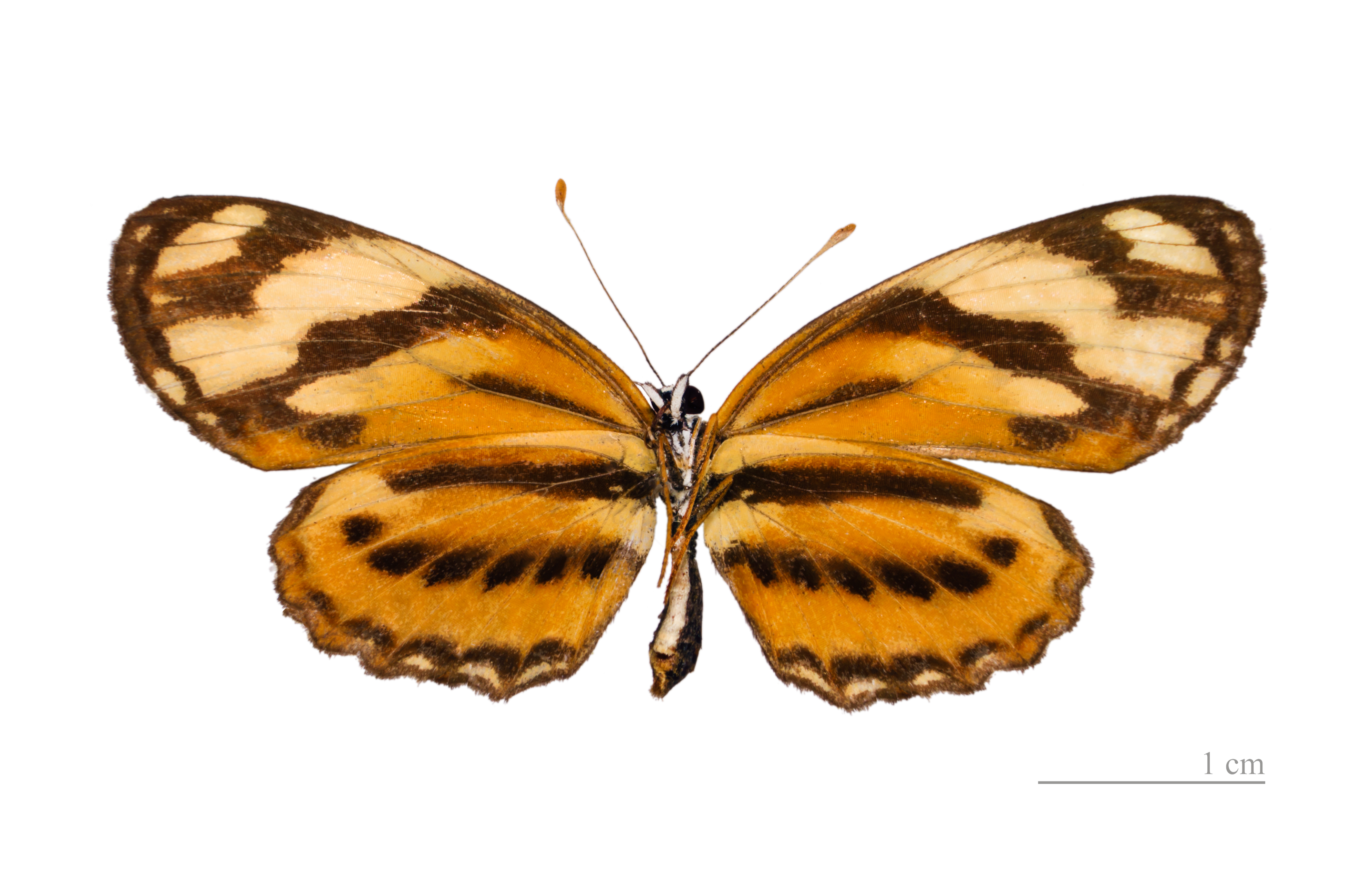
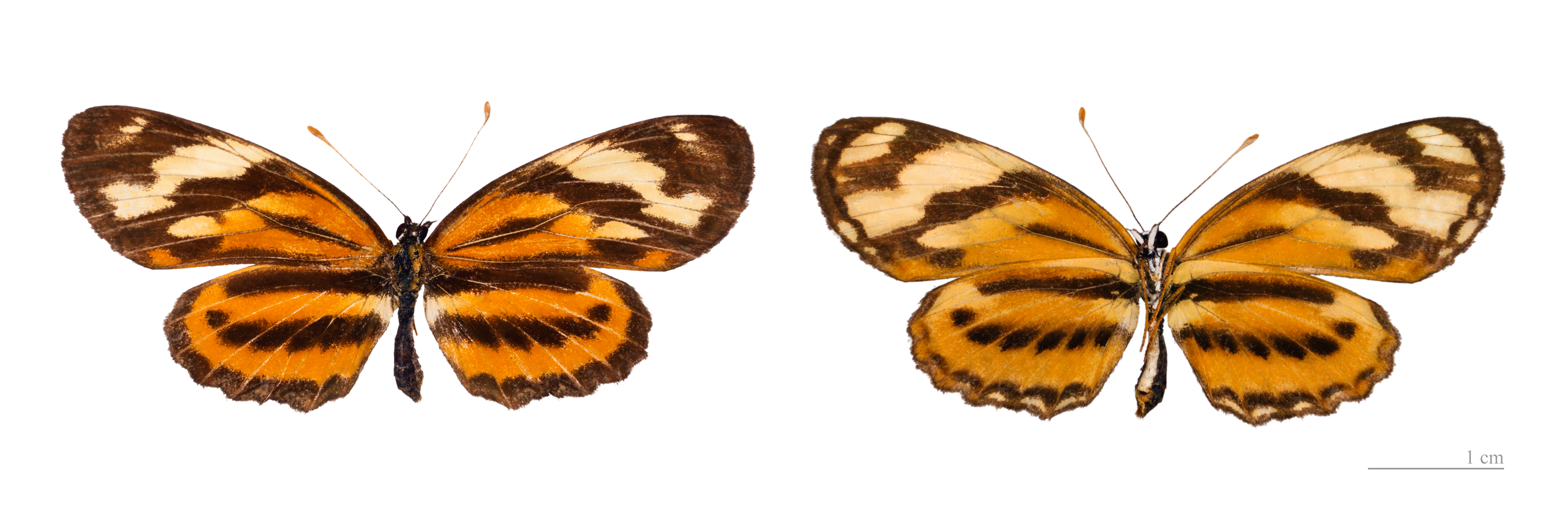
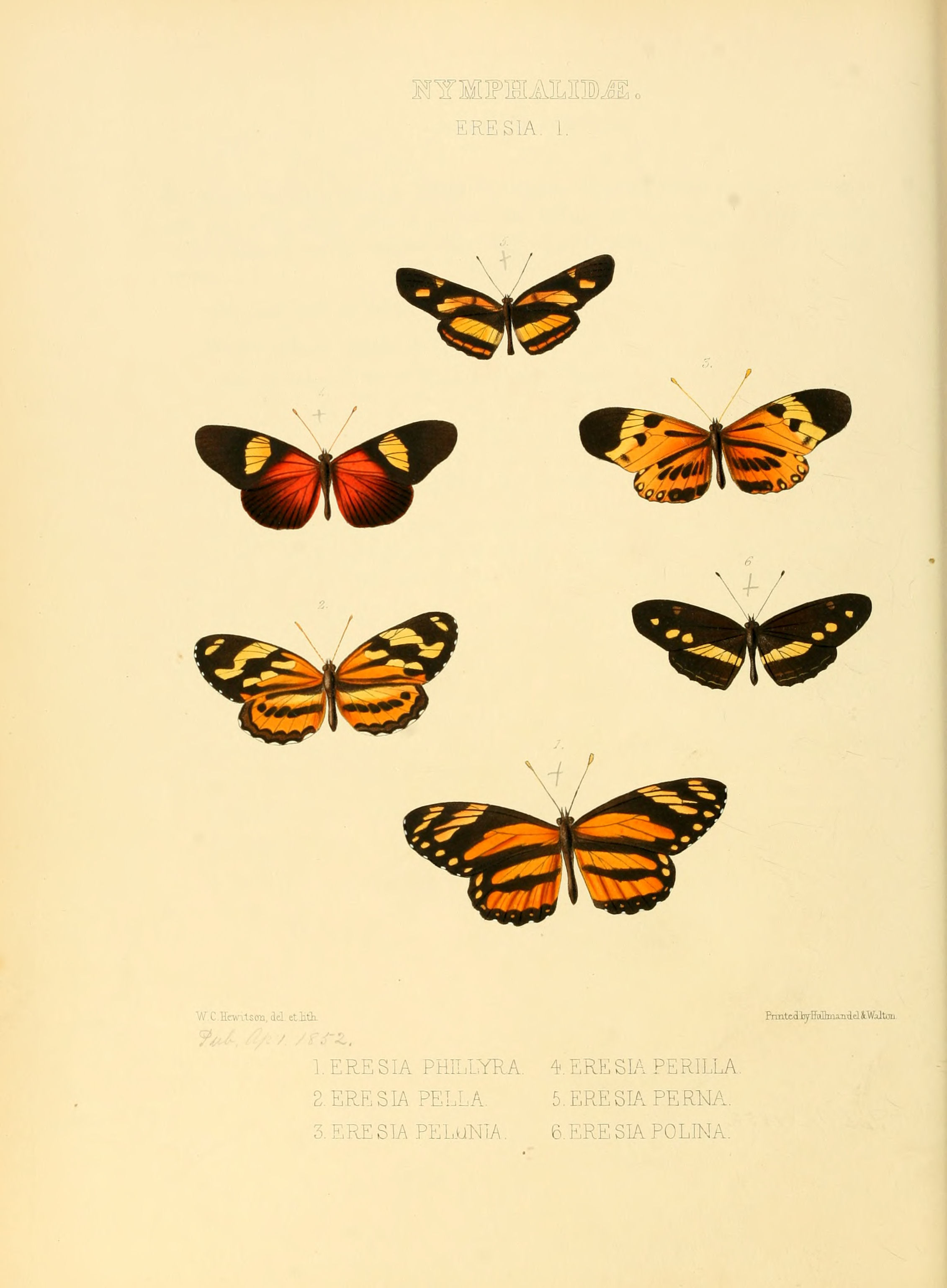
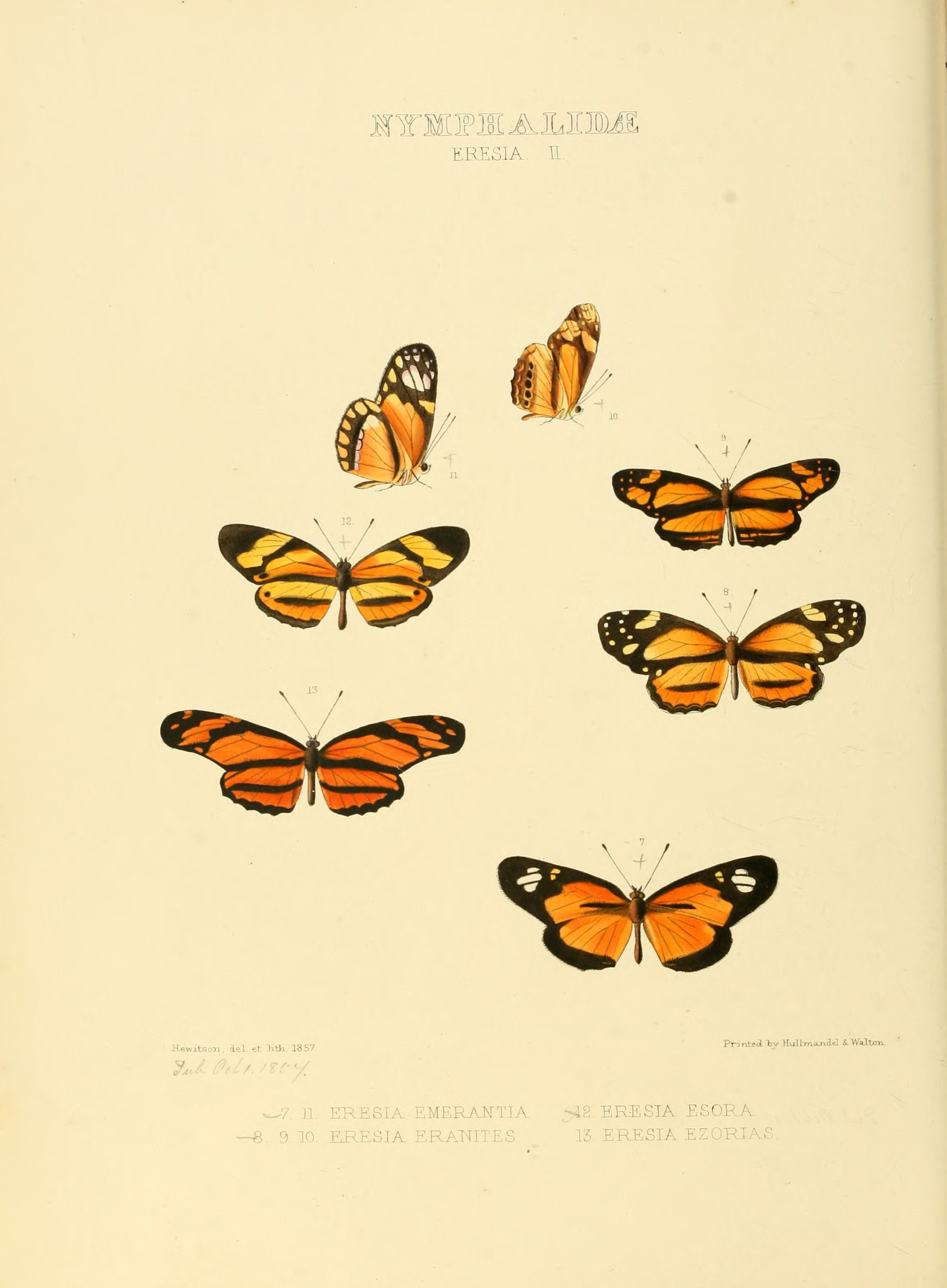